# Yukiko Okada
Kayo Satō (佐藤 佳代 Satō Kayo?,  Ichinomiya, Prefectura de Aichi, 22 de agosto de 1967-Shinjuku, Tokio, 8 de abril de 1986), conocida bajo su nombre artístico de Yukiko Okada (岡田 有希子 Okada Yukiko?), fue una idol japonesa, activa durante la década de 1980.

## Biografía

### Primeros años
Kayo Satō nació el 22 de agosto de 1967 en la ciudad de Ichinomiya, prefectura de Aichi, siendo la 2a hija de la familia. Posteriormente la familia Satō se trasladaría a Nagoya. Durante sus años de escuela primaria, Kayo era aficionada a leer, especialmente mangas, y artista talentosa. En la secundaria deseaba convertirse en cantante, por lo que asistía a todo tipo de audiciones, ya sea de grandes producciones hasta agencias de talentos pequeñas. Siempre era rechazada hasta que finalmente fue aceptada en el programa televisivo Star Tanjō! de Nippon Television (similar a Star Search). Ganó el programa el 23 de marzo de 1983.

### Carrera
Yukiko debutó el 21 de abril de 1984 con el sencillo First Date. Su nombre artístico fue «Yukko», una abreviatura común para Yukiko en el idioma japonés. Ese mismo año fue ganadora del «Novato del año» y galardonada en el 26º Japan Record Awards como Mejor artista del año por su 3r sencillo Dreaming Girl: Koi, Hajimemashite. En 1985, desempeñó su primer papel protagónico en el drama Kinjirareta Mariko. En 1986, lanzó su sencillo Lip Network escrito por Seiko Matsuda y compuesto por Ryūichi Sakamoto, alcanzando el puesto número uno en la lista semanal de Oricon el 10 de febrero de 1986.

## Muerte
En la mañana del 8 de abril de 1986, Yukiko fue encontrada por su mánager en su departamento encerrada en un armario pero llorando, con heridas en una de sus muñecas y el cuarto lleno de gas. Fue llevada al edificio de su discográfica, Sun Music Agency en Tokio, donde aproximadamente 2 horas más tarde se saltó del 7.º piso. La razón de su suicidio sigue siendo desconocida, algunas teorías señalan que la estricta disciplina de su agencia ocasionó su muerte, mientras otros mencionan que padecía de un trastorno bipolar. Su suicidio generó tal conmoción que llevó a 31 fanáticos a imitarla en los días sucesivos —en su mayoría, mujeres—, fenómeno que se denominó el "síndrome de Yukiko". Su familia quedó devastada tras su muerte, lo que también ocasionó el divorcio de sus padres.
Yukiko fue sepultada en el cementerio de Saya (en abril de 2005, Saya se fusionó con la ciudad de Saori y las aldeas de Hachikai y Tatsuta, todas ellas parte del distrito de Ama, y la nueva ciudad tomó el nombre de Aisai), en la prefectura de Aichi. Aún en la actualidad, las personas traen flores o dejan mensajes de condolencias en la tumba de Yukiko.

## Legado
Sus fanáticos quedaron conmocionados y destrozados por su prematura muerte. Resultó en muchos suicidios imitadores en Japón, pronto bautizado con el neologismo "Síndrome de Yukiko" o "Síndrome de Yukko". Para el 26 de abril de 1986, 23 de 36 suicidios juveniles desde la muerte de Okada se cometieron también saltando de un edificio.
A su vez, se ha sugerido que Okada pudo haber tenido en mente al ídolo Yasuko Endō , quien también se suicidó al caer desde un tejado diez días antes.
Un noveno sencillo, cuyo lanzamiento estaba previsto para el 14 de abril de 1986, se pospuso por temor a más suicidios. El sencillo, "花のイマージュ" (Hana no Image), fue finalmente lanzado en marzo de 1999 incluido en "Memorial Album".
Mariya Takeuchi cubrió tres de las canciones que escribió para Okada en su álbum Turntable del cuadragésimo aniversario . Un álbum recopilatorio de las once canciones que Takeuchi escribió para Okada, Yukiko Okada Mariya's Songbook , se lanzó en 2019, y debutó en el no. 13 en la lista de álbumes semanales de Oricon el 28 de octubre de 2019.
En la edición del 30 de julio de 2017 del Chunichi Sport, se mencionó que el 29 de julio de 2017 se llevó a cabo una reunión de fans en el noveno piso de la sede de Tokai Radio en Nagoya para celebrar lo que habría sido el cumpleaños número 50 de Yukiko Okada. en agosto de 2017. Titulado "¡Canta de nuevo! ¡Yukko!", fue organizado por 'Dokidoki Radio de Dotore Yamaguchi', '84/ Dr. Sato Yamaguchi en cooperación con Tokai Radio Magazine House, Pony Canyon y Sun Music. Fue un momento para recordar la vida de Yukiko Okada a través de presentaciones de fotografías y canciones y exhibiendo otros recuerdos.

## Discografía

### Sencillos
- «First Date» (1984) Glico's Cafe Jelly jingle
- «Little Princess» (1984)
- «Dreaming Girl-Koi, Hajimemashite» (1984) Glico's «Special Chocolate» jingle
- «Futari Dake no Ceremony» (1985) Toshiba's "Let's Chat" jingle
- «Summer Beach» (1985) Glico's Cafe Jelly jingle
- «Kanashii Yokan» (1985)
- «Love Fair» (1985) Glico's Cecil Chocolate jingle
- «Kuchibiru Network» (1986) comercial para Kanebo
- «Hana no Image» (1986, lanzado póstumamente)
- «Believe in You» (2002, lanzado póstumamente)

### Álbumes
- Cinderella (シンデレラ?))
- Okurimono (贈りもの Gift?)
- Fairy
- Jyūgatsu no Ningyo (十月の人魚 October Mermaid?)
- Okurimono II (贈りものII Gift II?)
- Venus Tanjō (ヴィーナス誕生 Birth of Venus?)
- Okurimono III (贈りものIII Gift III?) (lanzado póstumamente)
- All Songs Request (lanzado póstumamente)